# 埃德蒙·德·罗斯柴尔德

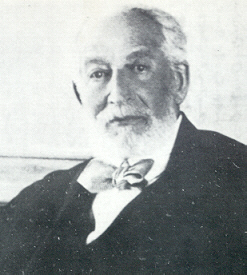
埃德蒙·詹姆斯·德·罗斯柴尔德

埃德蒙·詹姆斯·德·罗斯柴尔德男爵（法語：Edmond James de Rothschild, Baron；1845年8月19日—1934年11月2日），是罗斯柴尔德家族的法国成员，是法国的银行家、慈善家、收藏家，还是犹太复国主义运动的坚定支持者，在整个以色列的建国过程中给予了大量的资金支持。

## 延伸閱讀
- Antébi, Elizabeth. . Monaco: Rocher. 2003. ISBN 978-2268044422 （法语）.
- Aharonson, Ran. . Lanham: Rowman & Littlefield. 2000. ISBN 978-9654930581.
- Patai, Raphael. .  vol. 2. New York: Herzl Press. 1971: 966.
- Schama, Simon. . New York: Knopf. 1978. ISBN 978-0394501376.

## 外部連結
- Rothschild Archive[]
- Waddesdon Manor （页面存档备份，存于）